# Il biglietto vincente
Il biglietto vincente (The Winner) è un romanzo del 1997 di David Baldacci.
Il libro è stato tradotto in circa venti lingue.

## Trama
LuAnn Tyler è una donna di venti anni che vive in una roulotte con un compagno disoccupato e alcolista che la tradisce con la sua peggior nemica, lavora come cameriera in un autogrill e ha una figlia di pochi mesi da crescere.
Un giorno riceve una telefonata da un uomo che si fa chiamare Jackson che le fissa un appuntamento in un centro commerciale; Jackson le dice di essere in grado di farle vincere i 100.000.000$ del jackpot della lotteria nazionale. Le condizioni prevedono che Jackson incasserà quasi tutta la vincita e la gestirà per 10 anni, in questo periodo provvederà a versare annualmente a LuAnn una percentuale sugli utili realizzati e al termine dei 10 anni restituirà l'intera somma originaria, l'unica cosa che Jackson le chiede in cambio è di cambiare identità e lasciare gli Stati Uniti senza farvi ritorno per tutta la durata dell'accordo.
Inizialmente LuAnn non crede a questo individuo misterioso e rifiuta, ma dopo essere stata suo malgrado coinvolta in una vicenda di droga accetta la proposta di Jackson e dopo una rocambolesca fuga riesce a scappare all'estero con la figlia, iniziando a condurre una vita molto lussuosa.
Poco meno di 10 anni dopo LuAnn infrange il patto rientrando negli USA poche settimane prima del termine di scadenza del patto, convinta che Jackson non si accorga di una differenza così minima. Nel frattempo Thomas Donovan, un giornalista di una rivista scandalistica, sta conducendo un'inchiesta sulle lotterie nazionali e sul fatto che molti dei vincitori finiscano in bancarotta entro pochi anni dalla vincita; scopre a sorpresa che 10 anni prima ben 12 vincitori (uno al mese) riuscirono ad arricchirsi e poi scomparirono nel nulla.
Jackson si accorge del rientro anticipato di LuAnn e dell'inchiesta di Donovan, e scopre che questi due sono venuti a contatto e decide di intervenire ma alla fine avrà la peggio, verrà ucciso e le sue truffe verranno smascherate. LuAnn sarà costretta a restituire tutti i cospicui utili degli investimenti effettuati da Jackson, ma riuscirà a tenere per sé i cento milioni di dollari originari che Jackson aveva depositato per lei su un conto svizzero. 

## Edizioni in italiano
- David Baldacci, Il biglietto vincente, traduzione di Sergio Altieri, Mondadori, Milano 1998 ISBN 88-04-44800-8
- David Baldacci, Il biglietto vincente, traduzione di Sergio Altieri,  Bestsellers 993; A. Mondadori, Milano 1999 ISBN 978-88-04-47086-1
- David Baldacci, Il biglietto vincente, traduzione di Sergio Altieri, A. Mondadori, Milano 1999 ISBN 88-04-46333-3